# الأزمات الإنسانية في حرب العراق
أدت حرب العراق إلى أزمات إنسانية متعددة.

## الأزمات الإنسانية
في 14 ديسمبر/كانون الأول 2008، ناقش مقالٌ في صحيفة نيويورك تايمز بقلم جيمس غلانز وت. كريستيان ميلر، إصدار تقريرٍ ينتقد إدارة بوش لفشلها في التخطيط الفعال لعمليات ما بعد القتال في العراق. صاغ التقرير، المكون من 513 صفحة، المحامي ستيوارت بوين، وهو المفتش العام الخاص لإعادة إعمار العراق، وهو عضوٌ في الحزب الجمهوري الأمريكي. ووفقًا للمقال، يشير التقرير إلى أنّ "الجهد قد أُحبط قبل الغزو بفعل مخططي البنتاغون الذين عارضوا فكرة إعادة إعمار دولة أجنبية، ثم انتهى إلى فشلٍ كلّف نحو 100 مليار دولار نتيجة صراعات بيروقراطية على النفوذ، وتصاعد أعمال العنف، إضافة إلى الجهل بالعناصر الأساسية للمجتمع العراقي وبنيته التحتية". وكان من المقرر أن يُقدَّم التقرير رسميًا في 2 شباط/فبراير 2008، غير أنّه يبدو أنّه سُرّب عبر مدنيين يعملون في مجال إعادة الإعمار بالعراق.

### تدهور الرعاية الصحية في العراق

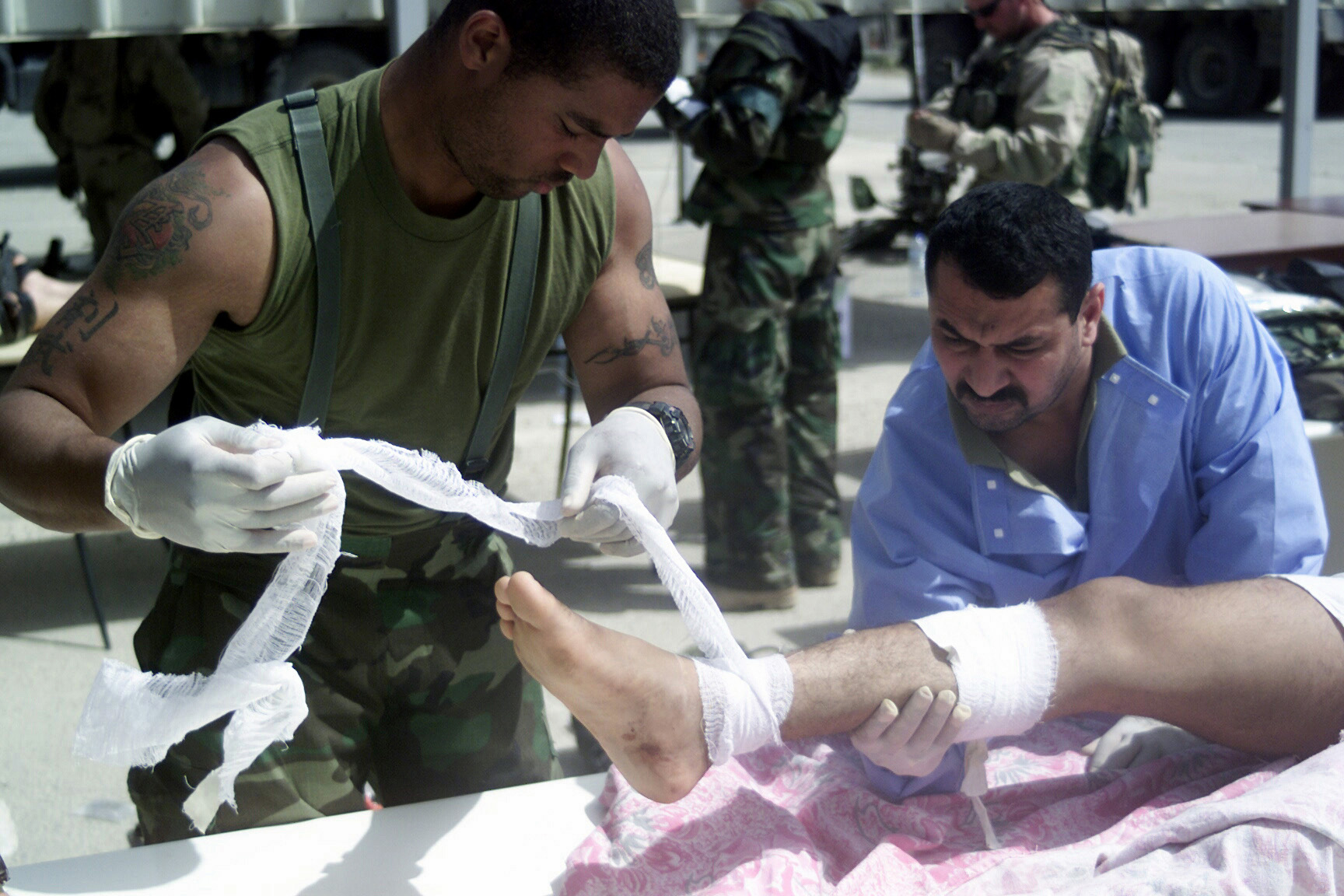
أحد أفراد الطاقم الطبي في مستشفى البحرية الأمريكية وطبيب عراقي يقدمان المساعدة الطبية لمدني عراقي أصيب أثناء القتال بين المتمردين وقوات التحالف بالقرب من أم قصر بالعراق في مارس/آذار 2003.

في تقرير بعنوان "مدنيون بلا حماية: الأزمة الإنسانية المتفاقمة في العراق"، صدر بعد فترة وجيزة من بدء العمليات العسكرية المتصاعدة بقيادة الولايات المتحدة في بغداد في 14 فبراير/شباط 2007، ذكرت الحركة الدولية للصليب الأحمر والهلال الأحمر أن ملايين العراقيين يعيشون في وضع كارثي يزداد سوءًا، مع فرار الكوادر الطبية من البلاد بعد مقتل أو اختطاف زملائهم. وتناشد الأمهات من يتولى انتشال الجثث من الشوارع حتى لا يشاهدها أطفالهن في طريقهم إلى المدرسة. وصرح بيير كراهينبول، مدير عمليات الصليب الأحمر، بأن المستشفيات والخدمات الأساسية الأخرى تعاني من نقص حاد في الكادر الطبي، حيث قيل إن أكثر من نصف الأطباء قد غادروا البلاد بالفعل.
وفقًا لمسؤول حكومي عراقي لم يُكشف عن هويته، قُتل 1944 مدنيًا وما لا يقل عن 174 جنديًا وشرطيًا في مايو/أيار 2007، بزيادة قدرها 29% في عدد القتلى المدنيين مقارنةً بشهر أبريل/نيسان. ولطالما كانت تقديرات الحكومة العراقية لعدد القتلى المدنيين أقل بكثير من تقارير الباحثين المستقلين، مثل استطلاعات لانسيت لضحايا حرب العراق. وتزداد هجمات قذائف الهاون في العاصمة فتكًا.
في ديسمبر/كانون الأول 2007، أعلنت الحكومة العراقية عن خطط لخفض حصص الغذاء والدعم بنحو 50% ضمن ميزانيتها العامة لعام 2008، وذلك بسبب نقص التمويل وارتفاع التضخم. وإلى جانب خفض الدعم، تسعى بغداد أيضًا إلى خفض عدد الأشخاص المعتمدين على نظام الحصص التموينية بمقدار خمسة ملايين شخص. وقد طُبّق نظام الحصص التموينية لأول مرة عام 1991 بعد أن فرض مجلس الأمن التابع للأمم المتحدة عقوبات على العراق، إلا أن البلاد شهدت ارتفاعًا مُقلقًا في معدلات الفقر منذ غزو عام 2003. ويعتمد الآن ما يقرب من 10 ملايين عراقي يعيشون في فقر اعتمادًا كبيرًا على نظام الحصص التموينية.
بين 18 يونيو و18 يوليو 2007، عُثر على ما يصل إلى 592 جثة مجهولة الهوية ملقاة في بغداد. معظم الجثث التي تعثر عليها الشرطة يوميًا، والتي تُقدر بنحو 20 جثة، كانت مقيدة ومعصوبة الأعين ومُعدمة رميًا بالرصاص. تُعزي الشرطة هذه الوفيات إلى فرق الموت السنية والشيعية. ووفقًا لمصادر طبية في بغداد، ظهرت على العديد منها أيضًا علامات تعذيب وتشويه. ورغم التصريحات الرسمية العراقية والأمريكية التي تُخالف ذلك، أشارت التقارير إلى أن عدد الجثث المجهولة الهوية في العاصمة ارتفع إلى مستويات ما قبل زيادة القوات في يوليو. وأشارت تقارير إعلامية إلى أن الجيش الأمريكي عادةً ما يُركز على المناطق التي تعرض فيها للهجوم بدلًا من المناطق التي تشهد عمليات قتل انتقامية طائفية.
تدهورت صحة العراقيين إلى مستوى لم يشهدوه منذ خمسينيات القرن الماضي، وفقًا لجوزيف شامي، المدير السابق لقسم السكان بالأمم المتحدة والمتخصص في شؤون العراق. وأضاف، في إشارة إلى الرعاية الصحية قبيل حرب الخليج عام 1991: "كانوا في طليعة المشهد. أما الآن، فقد أصبحوا أشبه بدولة في أفريقيا جنوب الصحراء الكبرى". ارتفعت معدلات سوء التغذية من 19% قبل الغزو الذي قادته الولايات المتحدة إلى متوسط وطني بلغ 28% بعد أربع سنوات. 68% من العراقيين لا يحصلون على مياه شرب آمنة. ويُعتقد أن تفشي وباء الكوليرا في شمال العراق ناتج عن رداءة جودة المياه. غادر ما يصل إلى نصف الأطباء العراقيين البلاد منذ عام 2003.

### الأيتام
في 15 ديسمبر/كانون الأول 2007، عُقد مؤتمرٌ مُخصّصٌ للأيتام في العراق ببغداد. وأفاد موسى فرج، رئيس هيئة مكافحة الفساد العراقية، بأن الإحصاءات الحكومية الرسمية كشفت عن وجود خمسة ملايين يتيم في العراق. وخلال المؤتمر نفسه، صرّحت وجدان سالم ميخائيل، وزيرة حقوق الإنسان العراقية، بأن ظاهرة الأيتام في العراق "من أكثر الأمور سلبيةً، وقد ازدادت بشكلٍ هائلٍ خلال السنوات القليلة الماضية بسبب الحروب المدمرة والعنف الجامح في البلاد". وقد اقترحت لجنة المرأة والأسرة في البرلمان العراقي مشروع قانونٍ لإنشاء صندوقٍ للأيتام.
في 21 يناير/كانون الثاني 2008، أفادت منظمة غير حكومية تُدعى "شبكة رصد حقوق الإنسان في العراق" (MHRI) بأن وزارة العمل والشؤون الاجتماعية العراقية أصدرت تقريرًا يُقدّر عدد الأيتام العراقيين بـ 4.5 مليون، منهم 500 ألف يعيشون في الشوارع دون أي رعاية منزلية أو أسرية. وأضاف التقرير أن عدد الأيتام في دور الرعاية الحكومية يبلغ 459 يتيمًا فقط، بينما يبلغ عدد الأيتام العراقيين في السجون الأمريكية 800 يتيم. وأوضحت أمل كاشف الغطاء، رئيسة المؤسسة الإسلامية للمرأة والطفل، أن "تغييرًا هائلًا طرأ على حياة الأطفال، ما أجبر الكثير منهم على ترك مدارسهم وأصدقائهم للذهاب إلى العمل، وهو أمر يؤثر عليهم نفسيًا". وصرحت عالمة الاجتماع أثير كريم بأن الوضع السيء الذي يعيشه الأطفال في العراق سيزيد من معاناتهم ما لم تستجب الحكومة العراقية بإصدار تشريعات.
في مارس/آذار 2012، قدّم نائل الموسوي، رئيس لجنة الرعاية الاجتماعية في مجلس محافظة بغداد، تقريرًا عن مشروع قانون المجلس لتوفير الرعاية الشاملة للأطفال الأيتام في العراق. وذكر أن "هناك حوالي 100 ألف يتيم في بغداد"، مشيرًا إلى أن "هذا العدد يختلف عن تقديرات بعض منظمات المجتمع المدني المحلية، التي زعمت أن عدد الأيتام في بغداد وحدها تجاوز المليون". كما أفاد أن المجلس يُقدّر "أن العدد الإجمالي للأيتام في جميع أنحاء العراق لا يتجاوز 400 ألف". وكان تقرير للأمم المتحدة صدر عام 2008 قد أشار إلى وجود "حوالي 870 ألف طفل تيتموا بوفاة أحد الوالدين أو كليهما في العراق".
أجرى مسحٌ أجرته اليونيسف، بعنوان "المسح العنقودي متعدد المؤشرات 2011" (MICS4)، ونُشر في ديسمبر/كانون الأول 2012، قياسًا لمدى انتشار الأيتام في العراق. وخلص المسح إلى أن "حوالي 5% من الأطفال الذين تتراوح أعمارهم بين 0 و17 عامًا هم أيتام فقدوا أحد والديهم أو كليهما، وأن حوالي 2% لا يعيشون مع أحد الوالدين البيولوجيين، وأن 92% من الأطفال يعيشون مع كلا الوالدين". وسُجِّلت أعلى نسبة للأيتام في محافظات ديالى وبغداد والأنبار. وقدَّر تقريرٌ عن المسح نشرته هيئة الإذاعة البريطانية (بي بي سي) أن هذه المعدلات تتوافق مع نتيجة مفادها أن "ما بين 800 ألف ومليون طفل عراقي فقدوا أحد والديهم أو كليهما". وكان هذا المسح هو الأكبر على الإطلاق في العراق، حيث شمل 36,580 أسرة.

### اللاجئون العراقيون
يوجد أكثر من 4.7 مليون لاجئ عراقي، أي ما يزيد عن 16.3% من إجمالي عدد السكان. فر مليونا شخص من العراق، بينما نزح حوالي 2.7 مليون شخص داخليًا. وقدّرت مفوضية الأمم المتحدة لشؤون اللاجئين في 29 أبريل/نيسان 2008 أن مليوني عراقي فروا إلى الدول المجاورة، وأن 2.7 مليون شخص نزحوا داخليًا، مع فرار ما يقرب من 100 ألف عراقي إلى سوريا والأردن شهريًا.
يُعتقد أن حوالي 40% من الطبقة المتوسطة في العراق قد فرت، وفقًا للأمم المتحدة. يفر معظمهم من الاضطهاد الممنهج وليس لديهم رغبة في العودة. وقد استُهدف جميع أنواع الناس، من أساتذة الجامعات إلى الخبازين، من قبل الميليشيات والمتمردين والمجرمين. ووفقًا لمنظمة هيومن رايتس ووتش، قُتل ما يقدر بنحو 331 مدرسًا في الأشهر الأربعة الأولى من عام 2006، كما قُتل ما لا يقل عن 2000 طبيب عراقي واختطف 250 منذ الغزو الأمريكي عام 2003. يعيش اللاجئون العراقيون في سوريا والأردن في مجتمعات فقيرة مع القليل من الاهتمام الدولي بمحنتهم والحماية القانونية الضئيلة. تتجه العديد من النساء العراقيات الهاربات من الحرب في العراق إلى الدعارة.
على الرغم من أن المسيحيين يمثلون أقل من 5% من إجمالي سكان العراق، فإنهم يشكلون 40% من اللاجئين الذين يعيشون الآن في البلدان المجاورة، وفقًا للمفوضية السامية للأمم المتحدة لشؤون اللاجئين. وتقدر المفوضية أن المسيحيين يشكلون 24% من العراقيين الذين يسعون حاليًا إلى اللجوء في سوريا. أحصى تعداد عام 1987 1.4 مليون مسيحي، ومع ذلك، منذ أن أدى غزو عام 2003 إلى تطرف الثقافة العراقية، انخفض العدد الإجمالي للمسيحيين إلى حوالي 500000، نصفهم يعيشون في بغداد.

### التطهير العرقي
بين أكتوبر/تشرين الأول 2003 ومارس/آذار 2005 وحدهما، كان 36% من 700 ألف عراقي فروا إلى سوريا من الآشوريين وغيرهم من المسيحيين العراقيين، وذلك استناداً إلى عينة من المسجلين للحصول على اللجوء على أسس سياسية أو دينية. وعلاوة على ذلك، فإن المجتمعات المندائية واليزيدية الصغيرة معرضة لخطر الإقصاء بسبب التطهير العرقي من قبل المتطرفين الإسلاميين.
طُهرت أحياء بأكملها في بغداد عرقيًا على يد الميليشيات الشيعية والسنية واندلع العنف الطائفي في كل مدينة عراقية ذات كثافة سكانية مختلطة. فر السنة من البصرة، بينما طُرد الشيعة من المدن والبلدات الواقعة شمال بغداد مثل سامراء أو بعقوبة. تُظهر الأقمار الصناعية أن التطهير العرقي في العراق كان عاملاً رئيسيًا في نجاح "الزيادة". أُخليت بعض المناطق من قبل كل عضو في مجموعة معينة بسبب انعدام الأمن، والانتقال إلى مناطق جديدة خوفًا من عمليات القتل الانتقامية.
على مدى عقود من الزمن، " عَرَّبَ " الرئيس حسين شمال العراق. والآن بدأ التطهير العرقي الذي مارسه ينعكس. دُفع آلاف الأكراد العرقيين إلى الأراضي التي كانت تحت سيطرة العرب العراقيين سابقًا، مما أجبر ما لا يقل عن 100 ألف منهم على الفرار إلى مخيمات اللاجئين. طرد العرب السنة ما لا يقل عن 70 ألف كردي من النصف الغربي من الموصل. أدت سياسات التكريد التي اتبعها الحزب الديمقراطي الكردستاني والاتحاد الوطني الكردستاني بعد عام 2003 (مع الضغط على غير الأكراد للانتقال، وخاصة المسيحيين الآشوريين والتركمان العراقيين) إلى مشاكل عرقية خطيرة.